# Microrregión de Ipu
La microrregión de Ipu es una de las  microrregiones del estado brasileño del Ceará perteneciente a la mesorregión  Noroeste Cearense. Su población fue estimada en 2005 por el IBGE en 145.404 habitantes y está dividida en seis municipios. Posee un área total de 4.218,413 km².

## Municipios
- Ipu
- Ipueiras
- Pires Ferreira
- Poranga
- Reriutaba
- Varjota

- Datos: Q2151080